# 朗根塔尔
朗根塔尔是德国莱茵兰-普法尔茨州的一个市镇。总面积2.71平方公里，总人口89人，其中男性46人，女性43人（2011年12月31日），人口密度33人/平方公里。